# Bratkóvskoie
Bratkóvskoie - Братковское (rus) - és un poble del krai de Krasnodar, a Rússia. Es troba a la vora del riu Otxeretovataia Balka, tributari del Beissujok Esquerre, afluent del riu Beissug. És a 22 km a l'oest de Korenovsk i a 70 km al nord-est de Krasnodar. Pertany a aquest poble el khútor de Juravski.

## Història
La vila fou fundada el 1812 com el khútor Bratkovski. A començaments del 1918 s'hi formà el soviet, essent disputat el control de la vila durant la Guerra Civil Russa. El 1929 s'inicià el procés de col·lectivització, i s'uniren les terres de la vila en el kolkhoz Léninski Xliakh. A mitjan dècada del 1930 les terres de la vila s'organitzaren en el kolkhoz Progress.
La població fou ocupada el 8 d'agost del 1942 per la Wehrmacht de l'Alemanya Nazi i fou alliberada per l'Exèrcit Roig de la Unió Soviètica el 3 de febrer del 1943. El 1967 s'uní al khútor d'Otxeretovataia Balka i rebé l'estatus de poble i el seu nom actual.